# Новгородсько-Лузька операція

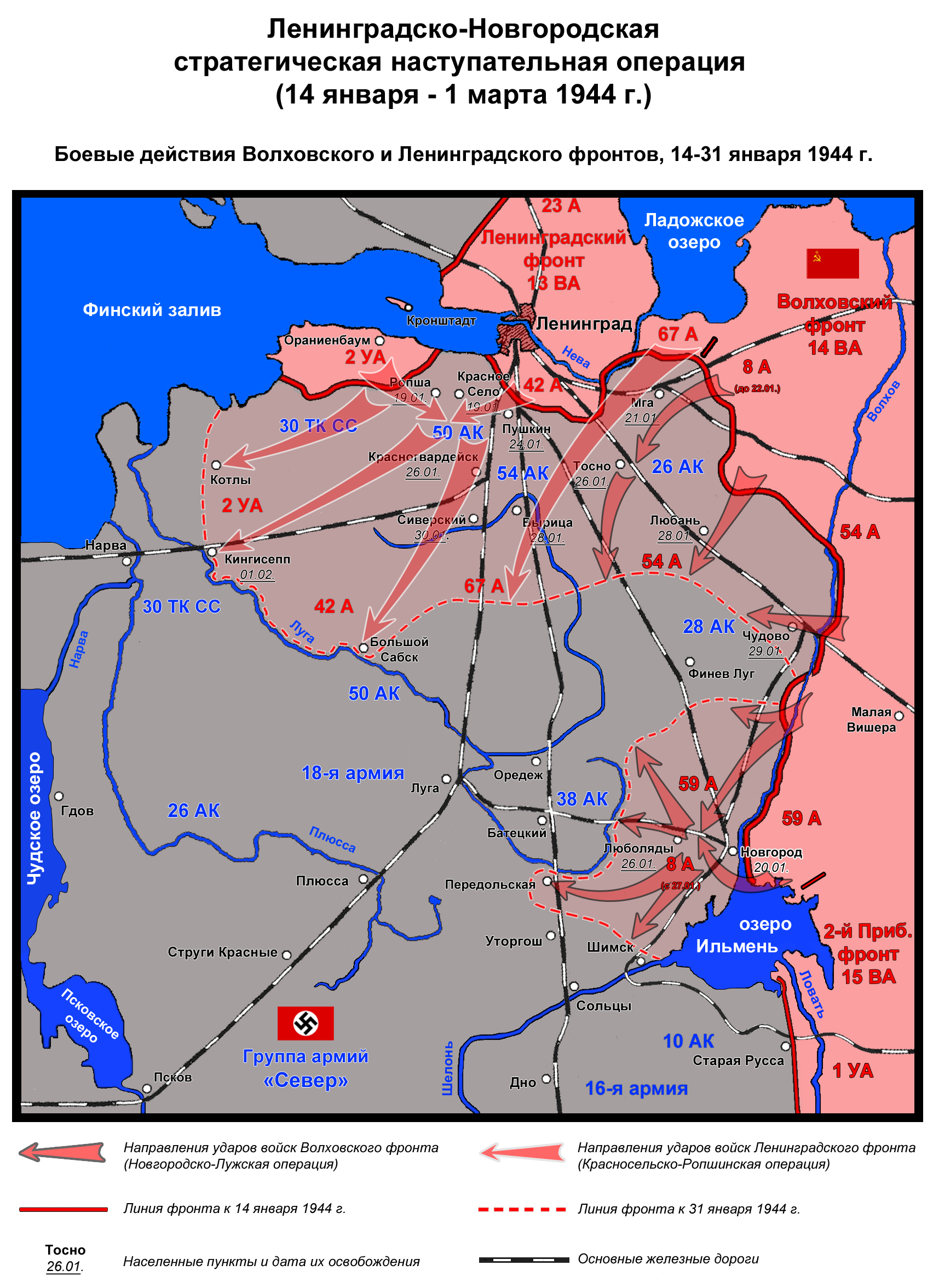
Карта Ленінградсько-Новгородської операції. Новгородсько-Лузька операція розвивалась на південному фланзі фронту

Новгородсько-Лузька операція — наступальна операція військ радянського Волховського фронту проти військ 18-ї німецької армії, котра блокувала Ленінград, частина Ленінградсько-Новгородської стратегічної наступальної операції.
Метою Новгородсько-Лузької наступальної операції, що розпочалась одночасно з Красносільсько-Ропшинською операцією, був розгром угруповання військ противника в району Новгорода, визволення Жовтневої залізниці та оточення у взаємодії з військами Ленінградського фронту німецьких військ у районі Лугі.

## Сили сторін

### СРСР
Волховський фронт — генерал армії Мерецков К. П.
- 54-та армія — генерал-лейтенант Рогинський С. В.
- 8-ма армія — генерал-лейтенант Стариков П. Н.
- 59-та армія — генерал-лейтенант Коровніков І. Т.
- 1-ша ударна армія (у складі фронту з 02.02.1944) — генерал-лейтенант Коротков Г. П.
- 14-та повітряна армія — генерал-лейтенант авіації Журавльов І. П.
- 67-ма армія (Ленінградський фронт) — генерал-лейтенант Свиридов В. П.

### Третій Рейх
Група армій «Північ» — генерал-фельдмаршал Георг фон Кюхлер (з 1 лютого генерал-полковник Вальтер Модель)
- 18-та армія — генерал-полковник Георг Ліндеман
- 1-й повітряний флот — генерал авіації Курт Пфлюгбейл

## Зміст

### Передумови
Війська Волховського фронту (8-ма, 54-та, 59-та загальновійськові, 14-та повітряна армії під командуванням генерала армії Мерецкова К. П.) займали рубіж від Гонтової Липки до Лезно і далі по річці Волхов до озера Ільмень, утримуючи по лівому берегу Волхова, на ділянці Димно, Дубровка (30 км на північ від Новгорода), плацдарм завглибшки 10 км.
Проти них діяли з'єднання 18-ї армії групи армій «Північ» (3 авіапольові дивізії, 6 піхотних дивізій та 2 піхотні бригади зі складу 38-го, 26-го і 28-го армійських корпусів), які створили міцну, глибокоешелоновану оборону. Загальний задум радянського командування передбачав завдавання силами 59-ї армії двох ударів: головного — з плацдарму на р. Волхов і допоміжного — з району на південний схід від Новгорода через озеро Ільмень по напрямках, що сходяться, на Люболяди з метою знищення новгородського угруповання німецького вермахту і звільнення Новгорода.
Надалі 59-та армія повинна була звільнити місто Луга і відрізати шляхи відходу німецьким військам у бік Пскова. Війська 8-ї і 54-ї армій мали завдання скувати сили противника, котрі протистояли їм на тосненському і любанському напрямках і не допустити перекидання їх до Новгорода, а потім наступати в загальному напрямку на Лугу.

### Наступ
14 січня війська 59-ї армії генерал-лейтенанта Коровнікова І. Т. перейшли в наступ. Через погану погоду авіація 14-ї повітряної армії генерал-лейтенанта авіації Журавльова І. П. почала діяти тільки на другий день. Противник чинив шалений опір. Головні сили 59-ї армії в перший день вклинилися в оборону німецьких військ лише на 600—1000 м. На допоміжному напрямі частини 59-ї армії в ніч на 14 січня переправилися по незміцнілому льоду через озеро Ільмень, раптовою атакою оволоділи низкою опорних пунктів противника і під кінець дня розширили захоплений плацдарм до 6 км по фронту і до 4 км в глибину. За три дні боїв радянські війська прорвали головну смугу оборони противника на північ і на південь від Новгорода. На напрямку головного удару прорив був розширений до 20 км по фронту і до 8 км в глибину.
16 січня 1944 року перейшли в наступ на любанському напрямку війська 54-ї армії генерал-лейтенанта Рогинського С. В. 20 січня війська 59-ї армії завершили оточення розрізнених частин новгородської угруповання противника, котрі не встигли відійти, і у взаємодії з 7-м ск, введеним у бій із фронтового резерву, знищили їх та наступаючи вперед звільнили Новгород. Надалі війська Волховського фронту, продовжуючи наступ силами лівого крила в напрямку Батецький, Луга і частиною сил на Шимськ, до 30 січня відкинули противника на 30—60 км від Новгорода.
У ніч на 21 січня перейшли в наступ війська правого крила Волховського фронту, які у взаємодії з 67-ю армією Ленінградського фронту генерал-лейтенанта Свиридова В. П. почали переслідування німецьких військ, що стали відходити із займаних позицій та рубежів та глибоким маневром з півночі охопили угруповання противника, що оборонялось у районі східніше та північно-східніше Луги. На Лузький напрямок було перекинуто польове управління 8-ї армії генерал-лейтенанта Старикова П. Н., яке, передавши свої з'єднання 54-ій армії, прийняло частину з'єднань і смугу наступу на лівому фланзі 59-ї армії. Створивши сильне угруповання на рубежі р. Луга, противник чинив шалений опір радянським військам, що наступали, однак війська Волховського фронту у взаємодії з 67-ю армією Ленінградського фронту розбили угруповання ворога та 12 лютого звільнили Лугу.

## Результати операції
Результатом проведення Новгородсько-Лузької операції став розгром військами Волховського фронту 8-ми піхотних та однієї танкової дивізії й завдання важкого ураження ще чотирьом дивізіям вермахту. Противник, втративши близько 82 тис. осіб відступив на 150 км на захід.
Перемога Волховського фронту у взаємодії з військами Ленінградського фронту сприяла вигнанню окупантів з території Ленінградської області.